# Manlio Moro
Manlio Moro (Pordenone, 17 maart 2002) is een Italiaans baan- en wegwielrenner die in 2024 prof werd bij Movistar Team.

## Carrière
Als junior won Moro, samen met zijn ploeggenoten, de Grote Prijs Valli del Soligo, een ploegentijdrit. Daarnaast werd hij nationaal kampioen op de baan in verschillende onderdelen.
In 2023 werd Moro, samen met Filippo Ganna, Francesco Lamon en Jonathan Milan, Europees kampioen in de ploegenachtervolging. Simone Consonni maakte ook deel uit van dat team, maar hij kwam in de finale niet in actie.
Na meerdere overwinningen en ereplaatsen in met name het Italiaanse amateurcircuit, werd Moro in 2024 prof bij Movistar Team. Zijn debuut in de World Tour maakte hij in januari, toen hij aan de start stond van de Tour Down Under.

## Overwinningen
2019
Grote Prijs Valli del Soligo (ploegentijdrit)

### Resultaten in voornaamste wedstrijden
|      | \| Jaar \| Milaan-San Remo \| Gent-Wevelgem \| Ronde van Vlaanderen \| Parijs-Roubaix \| \| ---- \| --------------- \| ------------- \| -------------------- \| -------------- \| \| 2024 \| 126e \| opgave \| \| buit.tijd \| \| 2025 \| 142e \| 95e \| 110e \| opgave \| |               |                      |                |
| Jaar | Milaan-San Remo | Gent-Wevelgem | Ronde van Vlaanderen | Parijs-Roubaix |
| 2024 | 126e | opgave        |                      | buit.tijd      |
| 2025 | 142e | 95e           | 110e                 | opgave         |

#### Resultaten in kleinere rondes
| Jaar | Tour Down Under | UAE Tour | Parijs-Nice | Benelux Tour |
| ---- | --------------- | -------- | ----------- | ------------ |
| 2024 | 89e             |          |             | opgave       |
| 2025 | opgave          | 84e      | 98e         |              |

(*) tussen haakjes aantal individuele etappeoverwinningen

## Ploegen
- 2021 –  Zalf Euromobil Fior
- 2022 –  Zalf Euromobil Fior
- 2023 –  Zalf Euromobil Fior
- 2024 –  Movistar Team
- 2025 –  Movistar Team

Aranburu · Arcas · Barrenetxea · Barta · Canal · Cavagna · Cimolai · Formolo · García · Gaviria · Guerreiro · Jacobs · Lazkano · Mas · Milesi · Moro · Mühlberger · Norsgaard · Oliveira · Pedrero · Quintana · Rangel Costa (tot 19/8) · Romeo · Romo · Rubio · Samitier · Serrano · Sosa · Torres